# کوکو-باز سبیل‌دار
کوکو-باز سبیل‌دار (نام علمی: Hierococcyx vagans) گونه‌ای کوکو از تیرهٔ کوکویان (Cuculidae) است که در برونئی، اندونزی، لائوس، مالزی، میانمار و تایلند یافت می‌شود. زیستگاه طبیعی آن جنگل‌های همیشه‌سبز و ثانویه است. با روبرو شدن تهدید نابودی زیستگاه، به عنوان یک گونه نزدیک تهدید ارزیابی شده است.